# 가스가시
가스가시(일본어: 春日市)는 일본 후쿠오카현 중서부에 있는 시이다. 후쿠오카시 남동쪽과 접해 후쿠오카 도시권의 일부를 이룬다.

## 지리
후쿠오카시 도심(하카타, 텐진)에서 10km 떨어져 있고, 후쿠오카시의 발전과 함께 베드타운으로 도시화가 진행되어 인구 밀도는 후쿠오카현에서 가장 높고 수도권과 긴키권의 도시를 제외하면 나하시에 이어 2위이다. 
후쿠오카현의 정치·경제 면에서 중심적 역할을 하는 것은 아니지만 인구는 후쿠오카시·기타큐슈시·구루메시·이즈카시·오무타시에 뒤이어 현내 6위이며 10만 명을 넘는다.
시역의 일부를 우시쿠비강이 가로지른다.
제2차 세계 대전 중에 구 일본군의 시설이 설치되었던 적이 있고 전후에는 곧바로 주일 미군 기지도 설치되었으며 현재도 자위대 시설이 많다.

## 역사
야요이 시대 중기에는 나노국의 중심부가 가스가 시내에 있었다고 하며 시 북부의 스구 지구에서는 나노국과 관련된다고 여겨지는 유적이 많이 발견되고 있다. 또 서부에서는 고훈 시대 유적도 발굴되었다.
시의 명칭은 시내에 있는 가스가 신사에서 유래한다.
- 1889년 4월 1일 - 정촌제 시행으로 나카군 가스가촌이 되었다.
- 1896년 4월 1일 - 나카군·무시로다군·미카사군을 통합해 지쿠시군 소속이 되었다.
- 1953년 1월 1일 - 정으로 승격해 가스가정이 되었다.
- 1972년 4월 1일 - 시로 승격해 가스가시가 되었다.

## 교통

### 철도
- 규슈 여객철도 가고시마 본선
- 서일본 여객철도 하카타미나미선(하카타 종합차량사업소)
- 서일본 철도 덴진오무타선

### 도로
- 국도 제202호선